# آية بنت فيصل
آية بنت فيصل (11 فبراير 1990-)، أميرة أردنية من العائلة الهاشمية، وهي ابنة الأمير فيصل بن الحسين البكر من زوجته الأميرة عالية الطباع. عمها هو الملك عبد الله الثاني ملك الأردن. تشغل منصب رئيس الاتحاد الأردني للكرة الطائرة.

## حياتها الخاصة
تزوجت الأميرة آية في 22 مايو 2014 في عمان، الأردن من محمد طلال حلواني، حضر حفل الزفاف إلى جانب الملك عبد الله الثاني والملكة ورانيا العبد الله، الأمير الحسين بن عبد الله الثاني والأميرة إيمان والأمير فيصل بن الحسين والملكة صوفيا و العائلة المالكة وكبار الشخصيات الأخرى. أنجبت الأميرة آية ثلاث أبناء:
- راية (مواليد 2 مايو 2016).[4]
- نسمة (مواليد 19 أكتوبر 2019).[5]
- حسين (مواليد 12 مارس 2022).[بحاجة لمصدر]